# اچ‌ام‌اس لیزارد (۱۹۱۱)
اچ‌ام‌اس لیزارد (۱۹۱۱) (به انگلیسی: HMS Lizard (1911)) یک کشتی بود که طول آن ۷۵ متر (۲۴۶ فوت) بود. این کشتی در سال ۱۹۱۱ ساخته شد.